# Humani papilomski virus
Humani papilomski virus (HPV) je virus iz družine papilomavirusov, ki lahko okuži človeka. Tako kot vsi papilomski virusi tudi HPV povzroča produktivne okužbe le v keratinocitih kože in sluznic. Večina od več kot 200 poznanih tipov HPV pri večini ljudi ne povzroča simptomov, nekateri tipi pa lahko povzročijo bradavice ali v majhnem odstotku primerov rak materničnega vratu, vulve, vagine in anusa pri ženski ter rak anusa in penisa pri moškem. Povzroči lahko tudi rak glave in vratu (jezika, tonzil in grla). Nedavno so HPV povezali s povečanim tveganjem za bolezni srca in ožilja-
Več kot 30 do 40 tipov HPV se navadno prenaša s spolnim stikom in okuži anogenitalno področje. Nekateri spolno prenosljivi tipi HPV lahko povzročijo genitalne bradavice. Dolgotrajna okužba z visokorizičnimi tipi HPV (ti ne povzročajo bradavic) lahko povzroči prekancerozne lezije in invazivni rak. Okužba s HPV je vzrok skoraj vseh primerov raka materničnega vratu. Večina okužb s temi tipi pa ne povzroči bolezni.
Večina okužb s HPV pri mladih ženskah je prehodnih in nimajo dolgoročnega vpliva. V enem letu izgine sedemdeset odstotkov okužb, v dveh letih pa devetdeset odstotkov okužb. Pri pet do deset odstotkih okuženih žensk okužba vztraja, kar močno zveča tveganje za nastanek prekanceroznih lezij materničnega vratu, ki lahko napredujejo v invazivni rak materničnega vratu. Proces navadno traja 10 do 15 let, kar pomeni številne priložnosti za zaznavo in zdravljenje prekanceroznih lezij. S standardnimi preventivnimi pristopi lahko napredovanje v rak preprečimo skoraj vedno, še vedno pa lezije povzročajo precejšnje breme, ki zahteva preventivne operacije, kar marsikdaj pomeni izgubo plodnosti.
V bolj razvitih državah se za zaznavo nenormalnih celic, ki bi lahko napredovale v rak, uporablja presejalni test PAP (Papanicolaouov test). V primeru njihovega odkritja je indicirana kolposkopija. Ob kolposkopskem pregledu se lahko odvzame bioptične vzorce in spremenjene predele z enostavnim posegom odstrani. To je lahko izrez z električno zanko ali zamrznjenje. Na ta način je mogoče preprečiti razvoj nenormalnega tkiva v rakasto raščo.
Razmazi PAP so v razvitem svetu zmanjšali incidenco in umrljivost zaradi raka materničnega vratu, v državah v razvoju pa ostaja umrljivost zaradi te vrste raka visoka. Ocenjuje se, da za njim vsako leto zboli 490.000 žensk, 270.000 pa jih umre. K dodatnemu zmanjšanju bodo morda prispevala cepljenja proti virusnima tipoma 16 in 18 s cepivoma Cervarix in Gardasil.

## Prenašanje
S humanim papilomskim virusom se okužba prenese zlasti s stikom s kožo, pri določenih tipih virusa predvsem s spolnim odnosom (vaginalnim, analnim ali oralnim). Okužba s HPV sodi med najpogostnejše okužbe, prenosljive s spolnim odnosom. Okužba pogosto ostane prikrita. Uporaba kondoma zmanjša verjetnost okužbe, saj preprečuje stik z bolezenskimi spremembami na koži in s spolnimi izločki, ki vsebujejo povzročitelje okužbe. Doslej  zaščita pred okužbo pri uporabi kondomov ni dokazana. Redkeje se virus prenaša s souporabo brisač, kozarcev in zobnih ščetk.
Do starosti 30 let je okuženih okoli 25 % žensk, po 30. letu pa še vedno do 8 %. Okužba se običajno pozdravi v času nekaj mesecev do enega leta.
Podatki o okuženosti moških so pomanjkljivi, saj se pri moških ne izvajajo redni testi na prisotnost okužbe. Kadar je okužena partnerica (pozitivni izid testa), je 70 % verjetnost, da je okužen tudi njen partner. Pri moških povzroča HPV zelo majhne lezije na penisu, ki povečini ostanejo neopažene.

## Bolezenske posledice okužbe
| Tip HPV-ja                                                                             | Bolezen |
| -------------------------------------------------------------------------------------- | --- |
| HPV 6 in 11 (»low risk«)                                                               | koničasti kondilom (genitalne bradavice, virusne bradavice na sluznicah) in Buschke-Löwensteinov tumor                                                   |
| HPV 6, 11 (»low risk«), 16, 18, 31 („high risk“)                                       | ploščati kodilom |
| HPV 16, 18, 31 (»high risk«)                                                           | cervikalna intraepitelijska neoplazija (lahko vodi do raka na maternici)                                                                                 |
| HPV 16 (»high risk«)                                                                   | Bowenova bolezen, pri moških zlasti kot penilna intraepitelijska neoplazija (virusne bradavice na penisu): lahko vodi do eritoplazije ali raka na penisu |
| HPV 16, 18, 31 (»high risk«)                                                           | vulvarna, analna in vaginalna intraepitelijska neoplazija                                                                                                |
| HPV 13, 32 (»low risk«)                                                                | virusne bradavice na ustni sluznici |
| HPV 1, 2, 3, 4                                                                         | navadna bradavica (na koži) |
| HPV 1, 2, 4                                                                            | bradavice na podplatih |
| HPV 3, 10                                                                              | verruca plana juvenilis |
| HPV 5, 8 („intermediate risk“), včasih tudi: 5, 8, 9, 12, 14, 15, 17, 19, 20, 21 in 47 | epidermodysplasia verruciformis |

Deloma povzeto po: